# Шоссе Космонавтов
Шоссе́ Космона́втов — важная транспортная магистраль Перми. Начинается от места расположения бывшей Казанской заставы (ныне — Колхозная площадь). Обеспечивает выезд из города в юго-западном направлении — исторически основной путь в центральную европейскую часть России.
Начальная часть Казанского тракта была переименована в шоссе Космонавтов по принятому 24 марта 1965 года решению администрации города Перми в честь космонавтов, совершивших посадку на космическом корабле «Восход-2» в Пермской области 19 марта 1965 года.
Общая протяжённость около 16 км (до аэропорта Большое Савино), в том числе примерно 13 км в пределах городской черты (до отворота на Гамовский тракт). Шоссе Космонавтов проходит через четыре района Перми: Ленинский, Свердловский, Дзержинский и Индустриальный.

## История
Казанский тракт (часть Сибирского тракта, идущего в сторону Москвы) через село Верхние Муллы из села Б. Чепцы (Удмуртия) был проложен в конце XVII века. Современная трасса появилась в середине XVIII века после перестройки части пути, д. Полуденная — д. Култаево.
Казанская застава была обновлена в 1824 году по проекту архитектора Свиязева, когда губернский город готовился к встрече Александра I. Тогда на юго-западной окраине Перми вместо полусгнивших полосатых столбов появились два обелиска (аналогичные обелискам Сибирской заставы на Сибирской улице). Недалеко от бывшей Казанской заставы (в начале шоссе Космонавтов) сохранились кирпичные здания, построенные в 1890-х годах и принадлежавшие знаменитому роду Каменских, основателями которого были братья Фёдор и Григорий Каменские.

## Достопримечательности
- № 16 — дом Каменских[8]
- № 18 — конюшня в усадьбе Каменских[8]
- № 115 — Пермская фабрика Гознак
- Центральный парк культуры и отдыха «Балатово» (Черняевский лес) (чётная сторона шоссе)
- Городская клиническая больница № 9 им. М. А. Тверье (адресно относится к улице Братьев Игнатовых)
- № 158 — Спортивный комплекс им. В. П. Сухарева (бывший «Нефтяник»)
- № 185 — Пермская духовная семинария
- № 264А — музей авиации